# Entérolactone
L'entérolactone est un lignane résultant de l'action de la flore intestinale sur des lignanes de plantes telles que le lin ou le sésame.